# Jeff Perry
Jeffrey „Jeff” Perry (ur. 16 sierpnia 1955 w Highland Park) – amerykański aktor.

## Kariera sceniczna
W 1985 za rolę Franny’ego w produkcji off-Broadwayowskiej Balsam w Gilead autorstwa Lanforda Wilsona otrzymał nagrodę Drama Desk. W 1986 debiutował na Broadwayu w roli Astona w sztuce Harolda Pintera Dozorca w reżyserii Johna Malkovicha u boku Gary’ego Sinise. W 1987 wyreżyserował sztukę Willy’ego Rusella Edukacja Rity. W 2012 rola Christophera w przedstawieniu Tribes przyniosła mu nominację do nagrody Lucille Lortel.

## Życie prywatne
W latach 1983–1986 był żonaty z aktorką Laurie Metcalf. Mają córkę, Zoe (ur. 1984), która także jest aktorką. W 1989 ożenił się z reżyserką Lindą Lowy, z którą ma córkę Leah.

## Filmografia

### Filmy
- 1978: Dzień weselny jako  Bunky Lemay
- 1989: Trójka uciekinierów jako „Porządny Dwójka”
- 1990: Naciągacze jako pijany
- 1993: Sidła miłości jako Gabe
- 1998: Dzikie żądze jako Bryce Hunter
- 2003: Piętno jako tenisista

### Seriale TV
- 1989: Columbo – odc. Morderstwo, mgła i cienie jako Leonard Fisher
- 1990: Sprawiedliwi jako ADA Warren
- 1990: Flash jako Charlie
- 1991: Most Brookliński jako Joel Jacobson
- 1993: Prawnicy z Miasta Aniołów jako Jonah Burgee
- 1994–1995: Moje tak zwane życie jako Richard Katimski
- 1995: Szpital Dobrej Nadziei jako Gilbert Weeks
- 1996–2001: Nash Bridges jako inspektor Harvey Leek
- 2002: Frasier jako John Clayton
- 2003: Nowojorscy gliniarze jako Gordon Dillit
- 2003: Bez pardonu jako Lemma
- 2003: Prezydencki poker jako Burt Ganz
- 2003: Ostry dyżur jako oficer Mitch Palnick
- 2003: Kancelaria adwokacka jako Randy Markham
- 2003, 2010: CSI: Kryminalne zagadki Las Vegas jako George Stark
- 2005: Wzór jako Morton Standbury
- 2005: Zagubieni jako Frank Duckett
- 2005: Prawo i bezprawie jako Andrew Soin
- 2005: Inwazja jako Terrence Gale
- 2005: Krok od domu jako wujek Bill
- 2006: Dowody zbrodni jako Eric Witt
- 2006: Jordan w akcji jako Kyle Everett
- 2006–2007: Skazany na śmierć jako Terrence Steadman
- 2006–2019: Chirurdzy jako Thatcher Grey
- 2007: Raines jako Harry Tucker
- 2007, 2017: Amerykański tata jako Nicholas Dawson (głos)
- 2009: Ocalić Grace jako detektyw Walter Eckley
- 2009: Jedenasta godzina jako doktor Mal Sheppard
- 2009: Fringe: Na granicy światów jako Joseph Slater
- 2010: CSI: Kryminalne zagadki Nowego Jorku jako sędzia
- 2010: Dostawa na telefon
- 2011: The Chicago Code jako David Argyle
- 2012–2018: Skandal jako Cyrus Beene
- 2018: Dirty John jako Michael O’Neil